# TaM Montpellier 3M
Pour les articles homonymes, voir TAM.
TaM Montpellier 3M (parfois simplifié en TaM) est le nom commercial de la société publique locale Transports de l'agglomération de Montpellier chargée par délégation de service public des transports en commun, de la location de vélos de courte durée, du stationnement sur la voie publique et de la gestion de certains parcs de stationnement de Montpellier et de sa métropole.
Le nom TAM Montpellier 3M est adopté le 1er janvier 2015 et remplace l'appellation commerciale TAM (auparavant SMTU). Cette société succède dans la gestion des transports en commun de Montpellier à trois entreprises :
- la Compagnie des tramways électriques de Montpellier (1894-1947) ;
- la Régie municipale des transports (1947-1968) ;
- la Compagnie des transports montpelliérains (1968-1977)[4].

Sa compétence, d'abord municipale, sur les transports en commun s'exerce sur les communes membres de l'intercommunalité de Montpellier depuis 1982, d'abord au sein du district, puis de la communauté d'agglomération et enfin de la métropole.

## Historique

### 1877: la Compagnie générale des omnibus de Marseille (CGOM)
La Compagnie générale des omnibus de Marseille (CGOM) est une compagnie de transport créée les 2 et 17 octobre 1877, à Marseille par Monsieur Brasseur, banquier, ainsi qu'un groupe de onze exploitants d'omnibus. Le capital était de 2 millions de francs.
La compagnie développe un réseau d'omnibus à Marseille pour concurrencer les tramways à chevaux.
Elle devient concessionnaire d'un réseau de tramways à chevaux dans les villes de Nice, Toulon, Nîmes et Montpellier.
En juin 1882, la compagnie est en faillite et sa déchéance est prononcée par le ministre des travaux publics, le 15 janvier 1883.
Les acquis de la compagnie sont repris par divers concessionnaires, ou liquidés comme à Montpellier.

### 1894: la Compagnie des tramways électriques de Montpellier (CTEM)
La Compagnie des tramways électriques de Montpellier (CTEM) est créée en 1894 par monsieur Valette, un négociant local. Les premières lignes du réseau de tramway ouvrent entre décembre 1897 et janvier 1898.
Face à la concurrence des compagnies d'autocars qui utilisent les arrêts de tramway, l'entreprise met en place des lignes régulières d'autobus à partir des années 1930.
C'est un réseau de tramways vieillissant et mal entretenu (notamment à cause des restrictions pendant la Seconde Guerre mondiale) et un parc d'autobus que la municipalité de Montpellier confie à la Régie municipale des transports, le 13 mars 1947, date de la fin de la concession de cinquante ans confiée à la compagnie fondée par monsieur Valette et l'ingénieur parisien Cauderay.

### 1947: la Régie municipale des transports (RMT)
La Régie municipale des transports (RMT) gère les lignes de bus urbaines du 13 mars 1947 à novembre 1968. Elle ferme progressivement les lignes de tramway, retire les rails, revend le matériel : le dernier tramway part de la place de la Comédie en direction de Castelnau-le-Lez, le 1er février 1949 et, pour les finances, tout est réglé en 1952.
Elle organise progressivement un réseau de bus, de quatre lignes en 1947 à treize en 1966, réorganisées en neuf services en octobre 1967. Elle se dote principalement de matériel Berliet et Renault.
De 1947 à 1953, les finances de la Régie municipale des transports connaissent des difficultés à cause de la forte inflation des prix et d'un public réduit. Un rapport du début des années 1960 signale un tournant à partir de 1953 avec l'arrivée en âge d'un public scolaire qu'il faut conduire vers leurs établissements et du développement des quartiers périphériques dont les habitants ne possèdent pas de voitures individuelles.

### 1968: la Compagnie des transports montpelliérains(CTM)
En novembre 1968, la compétence du transport en commun urbain est cédée par la municipalité de François Delmas à une entreprise privée, la Compagnie des transports montpelliérains (CTM), même si elle doit répondre aux exigences de la ville qui reste propriétaire des locaux. La convention est valable jusqu'au 31 décembre 1977.
La Compagnie des transports montpelliérains poursuit le développement du réseau de bus scolaires et urbains de Montpellier selon les besoins et la croissance démographique que connaît la ville. Au cours des années 1970, elle renouvelle complètement le matériel roulant de marques diverses, dont ses premiers autobus articulés en 1977. Les usagers sont davantage informés : en 1970, les poteaux avec affichages des horaires aux arrêts sont systématiques.
Cependant, la municipalité de Georges Frêche, élue en mars 1977, ne renouvelle pas la convention et l'ensemble du matériel est repris pour une nouvelle entreprise dans le giron public.

### 1978: la Société montpelliéraine des transports urbains (SMTU)
La Société montpelliéraine des transports urbains (SMTU) est établie, le 22 décembre 1978, en une société anonyme d'une durée de trente ans, dont l'actionnaire majoritaire est la ville de Montpellier.
En 1982, le district de Montpellier obtient de ses communes membres la compétence des transports en commun par bus, dont la Société montpelliéraine des transports urbains prend la charge en tant qu'autorité organisatrice. L'année suivante, c'est l'ensemble du transport scolaire du district qu'elle assure. Les lignes régulières correspondantes sont créées dans la foulée, de la ligne 17 vers Palavas-les-Flots en 1982 à la 29 vers Baillargues en 1985.
Les années 1980 et 1990 connaissent une inflation de l'offre : triplement du kilométrage de lignes de 1979 à 1993, lignes de petits bus dans le centre-ville (Petibus, Le Guilhem), création de marques pour les services de nuit (Rabelais en 1989, création de l'Amigo pour la desserte des discothèques en 2001). C'est la Société Montpelliéraine des Transports Urbains qui prépare la réalisation de la première ligne du tramway de Montpellier.
Les locaux sont agrandis. Le centre de contrôle du réseau déménage de la rue de la Loge, dans l'Écusson, pour s'installer avec les services commerciaux devant la gare Saint-Roch, dans les rues Maguelone et Jules-Ferry, avant d'être placé dans le nouveau dépôt de la Jeune Parque, dans le quartier de Garosud. En 1999, un nouveau dépôt baptisé Les Hirondelles est construit à la Paillade pour le stationnement des rames de tramway de la première ligne. À partir de 1988, c'est la Société montpelliéraine des transports urbains qui gère la gare routière alors située sur la dalle de la gare ferroviaire.
Dès 1981, la Société montpelliéraine des transports urbains diversifie ses activités : elle concourt à la gestion des parcs de stationnement payant et des horodateurs. En 1992, elle crée une activité de location de vélo, Vill'à vélo devenue Vélomagg' en 2007.

### 2000: lesTransports de l'agglomération de Montpellier(TaM)
En 2000, à l'approche de l'inauguration de la ligne 1 du tramway et de la constitution de la communauté d'agglomération en août 2001, la Société montpelliéraine des transports urbains change de nom pour laisser place aux Transports de l'agglomération de Montpellier (TaM).
Les Transports de l'agglomération de Montpellier assurent la mise en place de la deuxième ligne de tramway entre Jacou et Saint-Jean-de-Védas, ainsi que les modifications des réseaux d'autobus consécutives en janvier 2007. La société met également en place en juin 2007 un service de vélopartage nommé Vélomagg' et en 2006 un service d'autopartage nommé Modulauto.
Au milieu des années 2000, les Transports de l'agglomération de Montpellier sont opérés en partenariat avec Transdev.
En 2012, la ligne 3 et la ligne 4 du tramway sont mises en service. Le dernier tronçon de la ligne 4 lui permettant d'effectuer le tour du centre-ville de Montpellier a été inauguré en 2016.
Le chantier de la ligne 5 démarre en 2019 sur la partie Nord uniquement. Sa mise en service commerciale est prévue pour second semestre 2025.

### 2015: TaM Montpellier 3M
Le 1er janvier 2015, à la suite de la création de Montpellier Méditerranée Métropole, qui résulte du changement de statut de la communauté d'agglomération de Montpellier en métropole, la TAM (Transports de l'agglomération de Montpellier) depuis 2000, a vu son acronyme évoluer au profit de TaM Montpellier 3M.

#### Gratuité des transports à Montpellier
Depuis le 21 décembre 2023, Montpellier Méditerranée Métropole permet à tous les habitants de la métropole de Montpellier, d'utiliser les services d'autobus et de tramway sans achat de ticket, ni de prise d'abonnement. Il faut cependant être muni d'un Pass gratuité (demande faite auprès de la TaM). Le terme de gratuité fait office d'outils de communication, mais il s'agit d'un changement de modèle, le service est alors entièrement financé par la fiscalité.
Auparavant, les étape de la gratuité se sont déroulé en trois phases :
- Phase 1 : A partir du 5 septembre 2020, la gratuité des transports est effective le week-end pour tous les habitants de la métropole.
- Phase 2 : A partir du 1er septembre 2021, la gratuité pour les moins de 18 ans et les plus de 65 ans résidant dans la métropole[16].
- Phase 3 : À partir du 21 décembre 2023, la gratuité est étendue à tous les résidents de la métropole de Montpellier[17].

#### Projet de Bustram
Le projet de « Métronome » est annoncé le 7 juin 2017 par Phillipe saurel. Le projet prévoit 3 lignes de bus à haut niveau de service et 4 lignes de bus structurante.
Le 4 janvier 2022, un nouveau projet de 5 lignes de « bustram » ou BHNS est annoncé. Reprenant globalement le tracé de l'ancienne municipalité, avec quelque aménagement, dont la suppressions de deux lignes de bus structurante, et la transformation des 2 autres ligne de bus structurante en BHNS. La mise en service de la ligne 1 est prévue pour janvier 2025.

## Identité visuelle

Logo des Transports de l'agglomération de Montpellier du 1er juillet 2000 au 31 décembre 2014
Logo des Transports l'agglomération de Montpellier depuis le 1er janvier 2015

## Direction générale[20],[21]
- Du 1er juillet 2001 au 22 mars 2010 : Marc Letourneur
- Du 22 mars 2010 à juin 2016: Jean-Luc Frizot
- De juin 2016 au 15 octobre 2021 : Luc Egoumenides
- Du 15 octobre 2021 au 3 avril 2022 : Nicolas Silberzahn (intérim)
- Du 3 avril 2022 au 9 février 2023 : Laurent Sénigout
- Du 9 février au 15 mai : Nicolas Silberzahn (intérim)
- Depuis le 15 mai 2023 : Loïc Messner